# Federazione calcistica del Ciad
La Federazione calcistica del Ciad (fra. Fédération Tchadienne de Football; arabo اتحاد تشاد لكرة القدم, acronimo FTFA) è l'ente che governa il calcio in Ciad.
Fondata nel 1962, si affiliò alla FIFA nel 1988 e alla CAF lo stesso anno. Ha sede nella capitale N'Djamena e controlla il campionato nazionale, la coppa nazionale e la Nazionale del paese.